# 伊藤病院
伊藤病院（いとうびょういん）は、東京・原宿にある病院であり、甲状腺疾患の診療を専門としている。一日平均約1200人が外来診療を、年間に延べ約2,500人が入院診療を受けている。名古屋には2004年（平成16年）に開設された分院、「名古屋甲状腺診療所（旧 大須診療所」がある。また、2017年（平成29年）には札幌市にさっぽろ甲状腺診療所が開設されている。

## 概要
伊藤病院が診療している疾患の内訳は、バセドウ病が約3割、橋本病が約2割を占めており、甲状腺癌が約5.5%などとなっている。

## 歴史

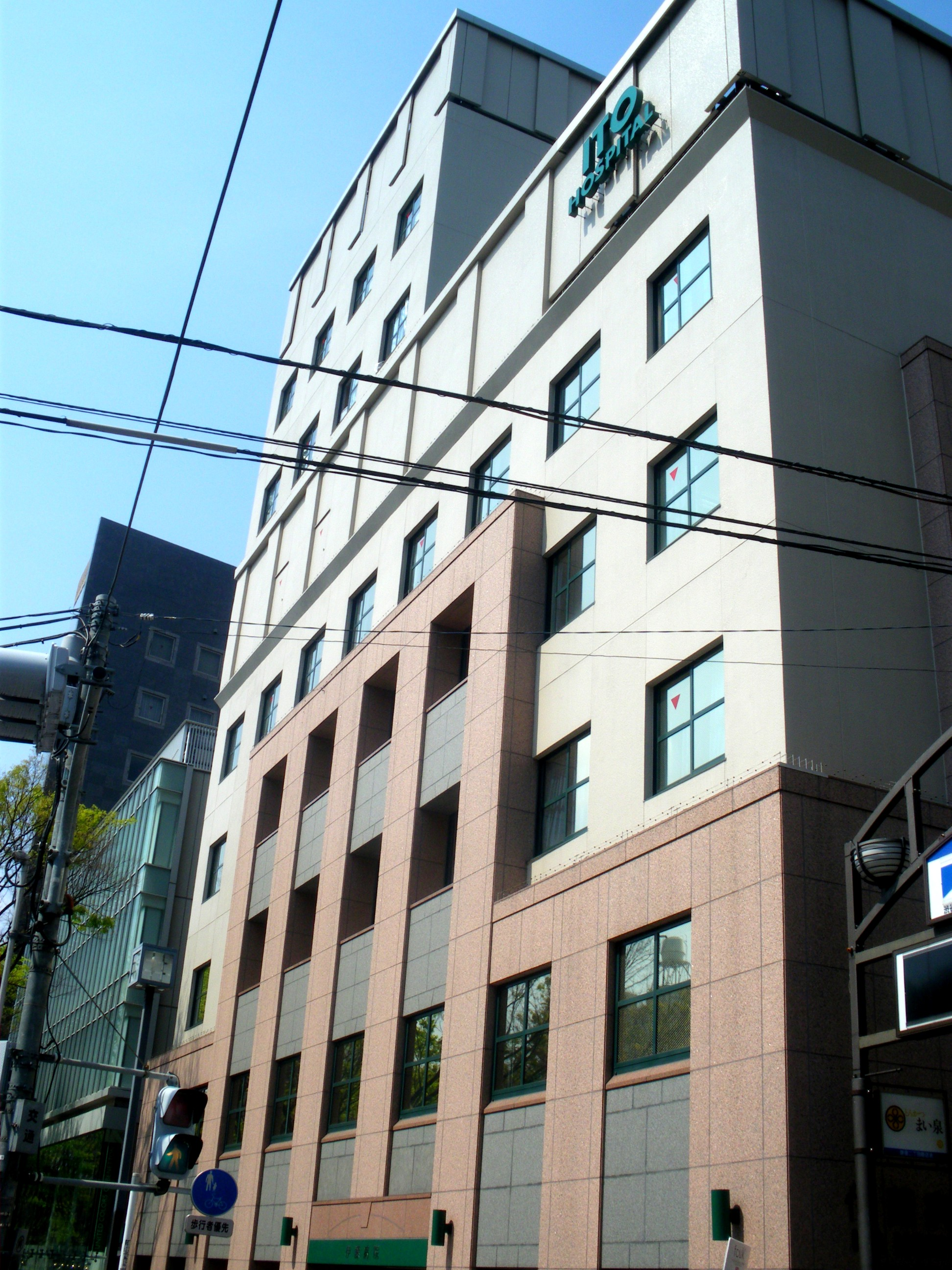
伊藤病院

1937年（昭和12年）、渋谷区隠田に開設された診療所、伊藤医院をはじまりとする。1939年（昭和14年）には同原宿の表参道沿いである現在地に伊藤病院を開業した。院長・伊藤尹のもとで診療を行っていたが太平洋戦争（大東亜戦争）末期の1945年（昭和20年）5月、アメリカ軍による東京大空襲によって病院を焼失した。
病院は山梨県河口湖に疎開し、敗戦後の同年11月には東京に戻って品川区武蔵小山に病院を再開した。1959年（昭和34年）には分院を設置して原宿での診療も再開、翌年には武蔵小山の病院を閉鎖・統合して、再び原宿を拠点とした。
1995年（平成7年）、老朽化等による病院建て替えのために目黒区大橋に臨時移転、同地にて約2年間診療の後、原宿の新病院（現在の建物）を1997年（平成9年）10月に竣工している。